# Temora inermis
Temora inermis is een eenoogkreeftjessoort uit de familie van de Temoridae. De wetenschappelijke naam van de soort is voor het eerst geldig gepubliceerd in 1865 door Boeck.